# Bongani Khumalo
Bongani Khumalo (Manzini, Swazilàndia, 6 de gener del 1987) és un exfutbolista sud-africà que jugava com a defensa central. Va ser internacional amb la selecció de Sud-àfrica.